# Judith Tielen
Judith Zsuzsanna Cornélie Maria Tielen (Arnhem, 2 april 1972) is een Nederlands politica namens de Volkspartij voor Vrijheid en Democratie (VVD). Sinds 19 juni 2025 is zij staatssecretaris van Volksgezondheid, Welzijn en Sport (Jeugd, Preventie en Sport). Eerder was zij van 31 oktober 2017 tot 19 juni 2025 lid van de Tweede Kamer der Staten-Generaal. Daarvoor was zij van 2014 tot 2017 gemeenteraadslid in Utrecht. 

## Levensloop
Tielen studeerde vanaf 1990 geneeskunde aan de Universiteit Utrecht, waarin zij in 1996 afstudeerde. Aansluitend had ze verschillende marketing-functies, waarbij zij zich specialiseerde in marketing en positionering van instellingen in de gezondheidszorg. Daarnaast was zij van 2005 tot 2007 directeur van de Stichting Klachten en Geschillen Zorgverzekeringen en docent Marketing, Marktonderzoek en Innovatie aan de Hogeschool Utrecht van 2013 tot 2016.

### Politiek
In 1998 werd Tielen lid van de VVD. Voor die partij was zij onder meer algemeen secretaris van het hoofdbestuur en in maart 2014 werd zij met 2846 voorkeurstemmen gekozen als raadslid in Utrecht. Bij de Tweede Kamerverkiezingen 2017 stond zij op de lijst voor de VVD, maar zij werd niet gekozen. Bij de formatie van het kabinet-Rutte III kreeg een aantal Kamerleden van de VVD ministersportefeuilles, waardoor onder anderen Tielen toch kon aantreden in het parlement. Tielen werd op 31 oktober 2017 beëdigd. Zij was ondervoorzitter van de parlementaire enquêtecommissie naar aardgaswinning in Groningen.
Op 19 juni 2025 werd Tielen benoemd als staatssecretaris op het ministerie van Volksgezondheid, Welzijn en Sport, met als portefeuille Jeugd, Preventie en Sport. Zij was de opvolger van Vincent Karremans, die op dezelfde datum was benoemd als minister van Economische Zaken.

## Trivia
In 2022 won Tielen gezamenlijk met schrijfster Karin Sitalsing het Groot Dictee der Nederlandse Taal met allebei twee fout.
- Parlement.com: vk9ycy88b9iy